# J.R.A. Koops

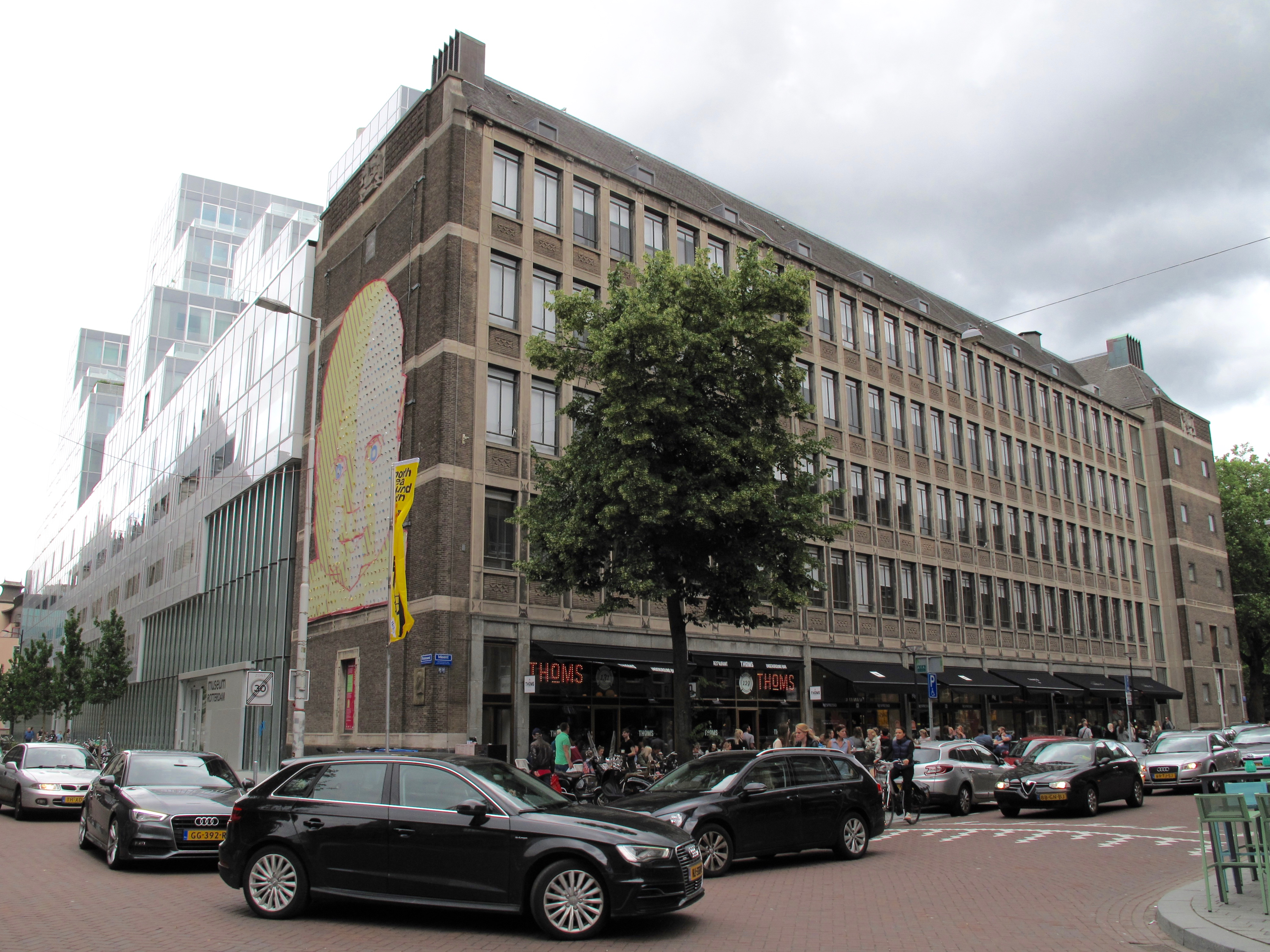
Stadstimmerhuis op de Meent

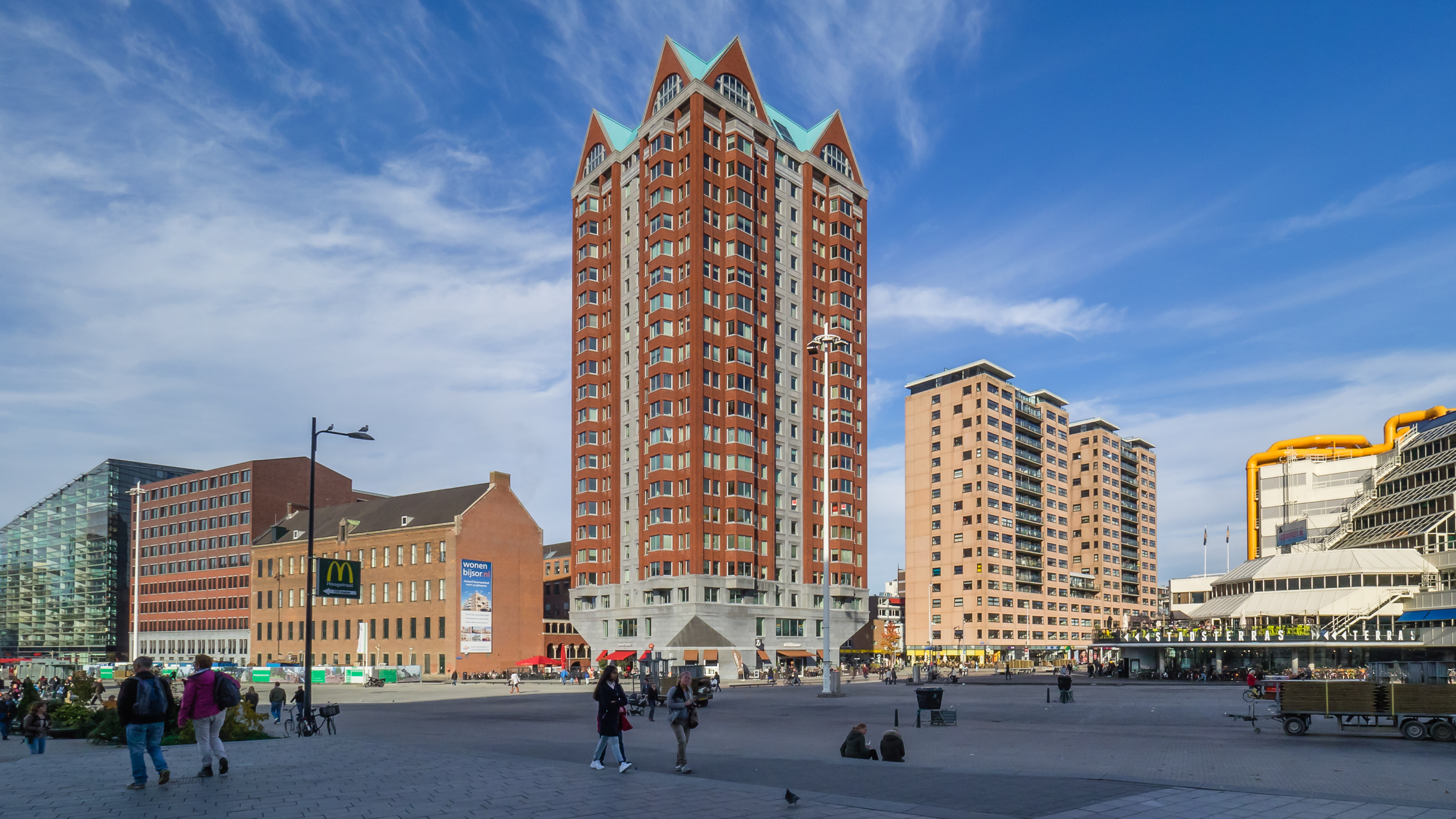
Woontoren Statendam

Ir. Jacob Rudolf Albertus Koops (Wassenaar, 14 november 1902 - 29 november 1974) was een Nederlandse wederopbouwarchitect. Hij was als architect verantwoordelijk voor  het oude Stadstimmerhuis in Rotterdam, waar in 2009 architectenbureau OMA een toevoeging op maakte. Koops was ook de architect voor het oude PTT-kantoorgebouw wat nu deels is gesloopt voor het nieuwe woongebouw Statendam. 
Koops ging in 1967 op 65-jarige leeftijd met pensioen, en is overleden op 29 november 1974.
- RKD-Nederlands Instituut voor Kunstgeschiedenis: 45800